# Kategoria Superiore (2018/2019)
Kategoria Superiore 2018/2019 – 80. edycja rozgrywek ligowych najwyższego poziomu piłki nożnej mężczyzn w Albanii. 
Brało w niej udział 10 drużyn, które w okresie od 17 sierpnia 2018 do 30 maja 2019 rozegrały 36 kolejek meczów.
Obrońcą tytułu był Skënderbeu.
Mistrzostwo po raz szesnasty w swej historii zdobyła Partizani.
W tym roku bezpośrednio spadły 2 drużyny. 

## Uczestnicy
| Uczestnicy poprzedniej edycji                                                                                 | Uczestnicy poprzedniej edycji | Uczestnicy poprzedniej edycji | Uczestnicy poprzedniej edycji |
| --- | ----------------------------- | ----------------------------- | ----------------------------- |
| SKË | Skënderbeu Korcza             | 1                             |                               |
| KUK | Kukësi                        | 2                             |                               |
| LUF | Luftëtari                     | 3                             |                               |
| LAÇ | KF Laçi                       | 4                             |                               |
| PAR | Partizani Tirana              | 5                             |                               |
| FLV | Flamurtari Vlora              | 6                             |                               |
| KAM | KS Kamza                      | 7                             |                               |
| TEU | Teuta Durrës                  | 8                             |                               |
| Awans z Kategoria e Parë 2017/2018                                                                            |                               |                               |                               |
| KAS | Kastrioti Kruja               | 1 (gr. A)                     |                               |
| TIR | KF Tirana                     | 1 (gr. B)                     |                               |
| Oznaczenia: - kolumna pierwsza – skróty nazw drużyn, - kolumna trzecia – miejsce zajęte w poprzednim sezonie. |                               |                               |                               |

## Tabela
| Lp. | Drużyna       | M  | Z  | R  | P  | B+ | B- | +/– | Pkt | Kwalifikacja lub spadek                                     |
| --- | ------------- | -- | -- | -- | -- | -- | -- | --- | --- | ----------------------------------------------------------- |
| 1   | Partizani (M) | 36 | 20 | 10 | 6  | 45 | 22 | +23 | 70  | Kwalifikacja do Liga Mistrzów UEFA • I runda kwalifikacyjna |
| 2   | Kukësi (P)    | 36 | 17 | 8  | 11 | 42 | 29 | +13 | 59  | Kwalifikacja do Liga Europy UEFA • I runda kwalifikacyjna   |
| 3   | Teuta         | 36 | 15 | 12 | 9  | 43 | 36 | +7  | 57  | Kwalifikacja do Liga Europy UEFA • I runda kwalifikacyjna   |
| 4   | Skënderbeu    | 36 | 17 | 4  | 15 | 45 | 30 | +15 | 55  |                                                             |
| 5   | Flamurtari    | 36 | 15 | 9  | 12 | 35 | 32 | +3  | 54  |                                                             |
| 6   | Laçi          | 36 | 12 | 13 | 11 | 33 | 30 | +3  | 49  | Kwalifikacja do Liga Europy UEFA • I runda kwalifikacyjna   |
| 7   | Tirana        | 36 | 12 | 11 | 13 | 44 | 35 | +9  | 47  |                                                             |
| 8   | Luftëtari     | 36 | 13 | 8  | 15 | 37 | 39 | −2  | 47  |                                                             |
| 9   | Kastrioti (S) | 36 | 12 | 6  | 18 | 35 | 53 | −18 | 42  | Spadek do Kategoria e Parë                                  |
| 10  | Kamza (S, W)  | 36 | 4  | 5  | 27 | 13 | 66 | −53 | 17  | Wykluczenie z ligi                                          |

1. ↑  Skënderbeu w marcu 2018 r. otrzymał zakaz udziału w europejskich zawodach przez dziesięć lat z powodu ustawianie meczów[1].
2. ↑  Flamurtari nie uzyskał licencji UEFA.
3. ↑  Ponieważ zwycięzca Pucharu Albanii, Kukësi, zakwalifikował się do rozgrywek europejskich na podstawie pozycji w lidze, a drużyny zajmujące czwarte i piąte miejsce nie mogły wystąpić w pucharach, miejsce przyznane zdobywcy pucharu przypadło drużynie zajmującej szóste miejsce.
4. ↑  Kamza został wykluczony z ligi i spadł do Kategoria e Dytë, po brutalnym incydencie podczas meczu z Laçi w 24. kolejce.[2]

## Wyniki
| Gospodarz \ Gość | FLA | KAM | KAS | KUK | LAÇ | LUF | PAR | SKË | TEU | TIR | FLA | KAM | KAS | KUK | LAÇ | LUF | PAR | SKË | TEU | TIR |
| ---------------- | --- | --- | --- | --- | --- | --- | --- | --- | --- | --- | --- | --- | --- | --- | --- | --- | --- | --- | --- | --- |
| Flamurtari       |     | 1–0 | 4–0 | 1–0 | 1–0 | 0–0 | 1–0 | 0–2 | 1–1 | 1–0 |     | 3–0 | 1–1 | 1–2 | 1–0 | 1–1 | 0–3 | 2–0 | 3–1 | 1–0 |
| Kamza            | 2–2 |     | 2–0 | 0–2 | 0–1 | 1–0 | 0–1 | 1–0 | 1–3 | 1–1 | 0–3 |     | 0–1 | 0–3 | 1–1 | 0–3 | 0–1 | 0–3 | 0–3 | 0–3 |
| Kastrioti        | 1–0 | 3–0 |     | 1–2 | 1–1 | 0–2 | 1–2 | 0–3 | 0–4 | 2–3 | 2–0 | 3–0 |     | 2–1 | 1–1 | 1–0 | 1–1 | 2–1 | 2–1 | 1–0 |
| Kukësi           | 1–2 | 1–0 | 2–0 |     | 1–1 | 1–0 | 0–1 | 1–0 | 1–1 | 3–1 | 1–2 | 3–2 | 3–1 |     | 0–0 | 3–0 | 1–1 | 0–3 | 0–0 | 0–1 |
| Laçi             | 1–0 | 0–0 | 2–1 | 0–1 |     | 2–1 | 0–0 | 2–0 | 0–3 | 2–1 | 0–0 | 3–0 | 1–1 | 0–1 |     | 0–2 | 1–0 | 1–0 | 5–0 | 1–3 |
| Luftëtari        | 0–1 | 1–0 | 0–1 | 0–1 | 0–1 |     | 1–1 | 0–2 | 3–1 | 2–1 | 0–0 | 3–0 | 1–5 | 3–2 | 1–0 |     | 1–1 | 1–0 | 1–0 | 1–1 |
| Partizani        | 2–0 | 1–0 | 1–0 | 0–0 | 1–0 | 2–1 |     | 0–2 | 3–0 | 2–1 | 3–1 | 3–0 | 2–0 | 1–1 | 1–1 | 1–1 |     | 2–0 | 3–0 | 2–1 |
| Skënderbeu       | 1–0 | 2–0 | 1–0 | 1–0 | 1–1 | 2–3 | 1–0 |     | 0–1 | 1–1 | 2–0 | 3–0 | 4–0 | 1–0 | 2–1 | 2–0 | 0–1 |     | 0–2 | 1–2 |
| Teuta            | 0–0 | 1–0 | 2–0 | 0–1 | 1–1 | 1–0 | 1–1 | 2–0 |     | 2–1 | 1–1 | 0–0 | 1–0 | 2–1 | 2–0 | 0–0 | 2–0 | 2–2 |     | 1–3 |
| Tirana           | 1–0 | 0–1 | 4–0 | 0–0 | 0–1 | 3–1 | 0–1 | 1–1 | 0–0 |     | 3–0 | 4–1 | 0–0 | 0–2 | 1–1 | 1–1 | 0–0 | 1–0 | 1–1 |     |

1. ↑  Przeciwnikom Kamzy przyznano walkower.[4]

## Najlepsi strzelcy
| Bramki | Strzelcy         | Drużyna          |
| ------ | ---------------- | ---------------- |
| 13     | Reginaldo        | Kukësi           |
| 12     | Edon Hasani      | Tirana           |
| 12     | Vasil Shkurti    | Luftëtari/Kukësi |
| 10     | Ndriçim Shtubina | Laçi             |
| 10     | Roger            | Kastrioti        |
| 9      | Latif Amadu      | Teuta            |
| 8      | Dejvi Bregu      | Skënderbeu       |
| 8      | Gjergji Muzaka   | Skënderbeu       |
| 8      | Jasir Asani      | Partizani        |

Źródło: soccerway

## Stadiony
| Flamurtari           | Kamza                    | Kastrioti           | Kukësi               | Laçi                     |
| Stadiumi Flamurtari  | Stadiumi Kamza           | Redi Maloku Stadium | Stadiumi Kamza       | Stadiumi Laçi            |
| Pojemność: 8 200     | Pojemność: 5 500         | Pojemność: 3 000    | Pojemność: 5 500     | Pojemność: 2 300         |
|                      |                          |                     |                      |                          |
| Luftëtari            | Partizani                | Skënderbeu          | Teuta                | Tirana                   |
| Stadiumi Gjirokastra | Stadiumi Selman Stërmasi | Stadiumi Skënderbeu | Stadiumi Niko Dovana | Stadiumi Selman Stërmasi |
| Pojemność: 8 400     | Pojemność: 9 600         | Pojemność: 12 343   | Pojemność: 12 040    | Pojemność: 9 600         |
|                      |                          |                     |                      |                          |